# منتدى جزر المحيط الهادئ
منتدى جزر المحيط الهادئ منظمة حكومية دولية تهدف إلى تعزيز التعاون بين البلدان المستقلة في منطقة المحيط الهادئ.

## التاسيس
تأسست في عام 1971 باسم منتدى جنوب المحيط الهادئ. وفي عام 1999، تم تغيير الاسم؛ إلى منتدى جزر المحيط الهادئ وهي مراقب رسمي في الأمم المتحدة.

## المهام
مهمة منتدى جزر المحيط الهادئ تتمثل في العمل بدعم حكومات الأعضاء في المنتدى، لتعزيز الرفاه الاقتصادي والاجتماعي لشعوب جنوب المحيط الهادئ عن طريق تعزيز التعاون بين الحكومات وبين الوكالات الدولية، والتي تمثل مصالح المنتدى بطرق اتفق عليها أعضاء المنتدى. وتنفذ قراراتها من قبل أمانة منتدى جزر المحيط الهادئ (PIFS)، التي انبثقت عن مكتب جنوب المحيط الهادئ للتعاون الاقتصادي (SPEC). وكذلك دورها في تنسيق المواقف الإقليمية حول مختلف القضايا السياسية، أمانة المنتدى لديها البرامج التقنية في التنمية الاقتصادية والنقل والتجارة.
أستراليا ونيوزيلندا عموماً البلدين الأكبر حجماً والأكثر ثراء من البلدان الأخرى التي تشكل بقية المنتدى، سكان أستراليا حوالي ضعف عدد 15 أعضاء آخرين جنباً إلى جنب واقتصادها أكثر من خمس مرات أكبر. وهي الجهات المانحة للمساعدات المهمة والأسواق الكبيرة لصادرات الدول الأخرى. قوات الجيش والشرطة، فضلاً عن الموظفين المدنيين من دول المنتدى، وعلى رأسها أستراليا ونيوزيلندا، كانت مؤخراً جزءاً من العمليات الإقليمية لحفظ السلام والاستقرار في دول أخرى، ولا سيما في جزر سليمان (2003-) وناورو (2004-2009)، تحت رعاية المنتدى. وكلفت هذه الجهود الإقليمية في إعلان بيكيتاوا، الذي اعتمد في القمة ال31 لقادة منتدى جزر المحيط الهادئ، الذي عقد في كيريباس في أكتوبر 2000.
في سبتمبر 2011، تم منح الأراضي الأمريكية ساموا الأمريكية وغوام وجزر ماريانا الشمالية صفة مراقب في منتدى جزر المحيط الهادئ.

## التاريخ
من 5-7 أغسطس، 1971، الاجتماع الأول لمنتدى جنوب المحيط الهادئ بدأ من نيوزيلندا والذي عقد في ويلينغتون، مع الحضور من الدول السبع التالية: رئيس ناورو، رئيس وزراء ساموا الغربية وتونغا وفيجي، رئيس وزراء جزر كوك، وزير أستراليا للأقاليم الخارجية، ورئيس وزراء نيوزيلندا. كانت مناقشة خاصة وغير رسمية لمجموعة واسعة من القضايا ذات الاهتمام المشترك، مع التركيز على المسائل التي تؤثر مباشرة على الحياة اليومية لسكان جزر جنوب المحيط الهادئ، وتكريس اهتمام خاص للتجارة والنقل البحري، والسياحة، والتعليم. بعد ذلك تم عقد هذا الاجتماع سنوياً في البلدان الأعضاء والمناطق بدورها.

## المؤسسات والإطار القانوني
أمانة منتدى جزر المحيط الهادئ أنشئت في البداية كمكتب تجارة في عام 1972، وأصبحت فيما بعد مكتب جنوب المحيط الهادئ للتعاون الاقتصادي (SPEC). وافقت الحكومات الأعضاء في عام 1988 اسم أمانة منتدى جنوب المحيط الهادئ وتغيرت إلى أمانة منتدى جزر المحيط الهادئ في عام 2000.
هناك أربعة أقسام في أمانة منتدى جزر المحيط الهادئ، وكل من هذه الأقسام يتحمل المسؤولية المباشرة عن مجموعة من البرامج الرامية إلى تحسين قدرة البلدان الأعضاء في المنتدى وإلى تنسيق العمل بشأن المسائل ذات الاهتمام المشترك:
1. التنمية والسياسات الاقتصادية
2. التجارة والاستثمار
3. الشؤون السياسية والدولية والقانونية
4. خدمات الشركات
اجتماع وزراء اقتصاد المنتدى (FEMM) الذي أنشئ في عام 1995، يلعب دوراً رئيسياً في تقييم التطورات الاقتصادية الإقليمية.

## الدول الأعضاء
يتكون المنتدى من 16 دولة مستقلة ودولتين مرتبطة بحرياً مع نيوزيلندا، وهي نيوي وجزر كوك.
- أستراليا
- ناورو
- فيجي
- نييوي
- نيوزيلندا
- بالاو
- بابوا غينيا الجديدة
- جزر كوك
- ساموا
- جزر سليمان
- تونغا
- فانواتو
- ولايات ميكرونيسيا المتحدة
- جزر مارشال
- توفالو
- كيريباتي